# Бутанол-1
Бутанол-1 (н-бутанол, н-бутиловый спирт) C4H9OH — представитель одноатомных спиртов.

## Физические свойства
Бесцветная вязковатая жидкость с характерным запахом сивушного масла. Смешивается с органическими растворителями. В отличие от метанола, этанола и пропанола только умеренно растворяется в воде — 7,6 г на 100 г воды. С ней образует азеотроп, содержащий 55,5 % по массе бутанола и кипящий при 92,4 °C.

## Производство
В промышленности бутанол получают:
- оксосинтезом из пропилена с использованием никель-кобальтовых катализаторов при 1,0-1,5 МПа(По Реппе).
- Из ацетальдегида через ацетальдоль и кротоновый альдегид, который гидрируют на медных, меднохромовых или никелевых катализаторах.
- Ацетоно-бутиловым брожением пищевого сырья.

### Историческая справка
Нормальный первичный бутиловый спирт впервые получил в 1870 году русский химик-органик Александр Михайлович Зайцев (1841—1910).
Бутанол начал производиться в 10-х годах XX века с использованием бактерии Clostridium acetobutylicum. Сырьём для производства могут быть сахарный тростник, свекла, кукуруза, пшеница, маниока, а в будущем и целлюлоза.
В 50-х годах из-за падения цен на нефть начал производиться из нефтепродуктов.
В США ежегодно производится около 1,39 млрд литров бутанола.

## Очистка и сушка
Существует несколько способов очистки бутанола в лаборатории:
- обычная фракционная перегонка с отделением азеотропа
- сначала кипятят 4 часа над свежепрокалённой жженой известью без доступа влаги (30 г на 1л), затем кипятят над магниевой стружкой. После спирт перегоняют и собирают фракцию 117,70±0,01 °C
- промыванием раствором бисульфита натрия, затем кипячением над 10 % водной натриевой щелочью и наконец тройным трёхчасовым кипячением над жженой известью с последующей фракционной перегонкой

## Применение
Бутанол применяют:
- как растворитель в лакокрасочной промышленности, в производстве смол и пластификаторов
- модификаторы мочевино- и меламино-формальдегидных смол
- для получения пластификаторов: дибутилфталата, трибутилфосфата
- для получения бутилацетата и бутилакрилата и эфиров с гликолями
- в синтезе многих органических соединений.

### Применение в качестве автомобильного топлива
Может, но не обязательно должен, смешиваться с традиционными топливами. Энергия бутанола близка к энергии бензина. Бутанол может использоваться в топливных элементах, как сырьё для производства водорода.
В 2007 году в Великобритании начались продажи биобутанола в качестве добавки к бензину.

## Охрана труда и техника безопасности
Пары н-бутилового спирта оказывают раздражающее действие на конъюнктиву и роговицу глаз. Согласно Роспотребнадзору предельно-допустимая концентрация для паров этого вещества 10 мг/м3 (среднесменная, за 8 часов) и 30 мг/м3 (максимально разовая). В то же время порог восприятия запаха этого вещества у разных людей может быть очень разным. Например, по данным средние значения порога восприятия запаха в группе из 26 человек составили 14—18 ppm (42—54 мг/м3), и превышая 100 ppm (~300 мг/м3) у некоторых участников этого исследования. А в других исследованиях средние значения порога восприятия запаха могли достигать 90 и даже 900 ppm. 
Токсичность бутанола относительно невелика (LD50 составляет 2290—4360 мг/кг), но он значительно токсичнее этанола. При употреблении внутрь возникает эффект, сходный с эффектом от употребления этанола. Бутанол содержится в небольших количествах в различных алкогольных напитках. Иногда бутанол, полученный из технических жидкостей, используется в качестве суррогатного алкогольного напитка.
Концентрация в 0,01 % в воздухе никак не влияет на организм, в то время как 0,02 % вызывает воспаление роговой оболочки глаза.
КПВ 1,7—12 %.